# Delfín Lévano
Delfín Lévano Gómez, (Lima, 4 de novembro de 1885 - † 23 de setembro de 1941), foi um líder anarquista e sindical peruano, jornalista e operário padeiro, além de poeta, músico e conferencista. Fundador do jornal La Protesta no Peru em sua primeira etapa (1911-1926), e de outras publicações e grupos anarquistas, isso o converteu em ícone do anarcosindicalismo daqueles tempos. Foi filho de outro destacado ativista anarquista, Manuel Caracciolo Lévano, e pai de César Lévano um reconhecido jornalista e docente universitário contemporâneo. 

## Biografia
Delfín Amador Lévano Gomez, nasceu no distrito de Lurín um 4 de novembro de 1885. É filho do Prefeito deste distrito, Dom Manuel Caracciolo Lévano e de Doña Hermelinda Gómez.

## Intelectual e ativista operário
Foi um constante organizador e um dos trabalhadores intelectualmente melhor dotados da classe operária peruana de todos os tempos. De formação completamente autodidacta, seu professor político foi Manuel González Prada. 
Desde jovem foi pioneiro e ativista pela jornada de oito horas, ademais seu pai tinha sido o primeiro na história peruana em propo-la em 1905, e os sindicatos - em sua maioria de orientação libertaria - conquistariam esse direito em 1919. Depois desta data, converteu-se no maior crítico e adversário sindical da direção reformista-política-partidária e pró-estatal, que José Carlos Mariátegui e Tenha da Torre pretendiam dar ao movimento operário.
Foi o primeiro secretário geral da Federação Operária Regional Peruana (FORP), de tendência anarco-sindicalista. A FORP teve seu primeiro congresso em 1921.

## Obras
- - El perseguido (1920)
  - Breves consideraciones sobre el sindicalismo revolucionario (1930)
  - Un despertar al proletariado (1931)